# العلاقات الفنزويلية الكرواتية
العلاقات الفنزويلية الكرواتية هي العلاقات الثنائية التي تجمع بين فنزويلا وكرواتيا.

## مقارنة بين البلدين
هذه مقارنة عامة ومرجعية للدولتين:
| وجه المقارنة                                              | فنزويلا                                  | كرواتيا                                                  |
| --------------------------------------------------------- | ---------------------------------------- | -------------------------------------------------------- |
| المساحة (كم2)                                             | 916.45 ألف                               | 56.59 ألف                                                |
| عدد السكان (نسمة)                                         | 28.87 مليون                              | 4.11 مليون                                               |
| الكثافة السكانية (ن./كم²)                                 | 31.5                                     | 72.63                                                    |
| العاصمة                                                   | كاراكاس                                  | زغرب                                                     |
| اللغة الرسمية                                             | اللغة الإسبانية، لغة الإشارة الفنزويلية ‏ | اللغة الكرواتية                                          |
| العملة                                                    | بوليفار فنزويلي                          | كونا كرواتية                                             |
| الناتج المحلي الإجمالي (بليون دولار)                      | 482.36 مليار                             | 54.85 مليار                                              |
| الناتج المحلي الإجمالي (تعادل القوة الشرائية) بليون دولار |                                          | 94.64 مليار                                              |
| الناتج المحلي الإجمالي الاسمي للفرد دولار أمريكي          |                                          | 11.54 ألف                                                |
| الناتج المحلي الإجمالي للفرد دولار أمريكي                 |                                          | 21.64 ألف                                                |
| مؤشر التنمية البشرية                                      | 0.762                                    | 0.818                                                    |
| رمز المكالمات الدولي                                      | +58                                      | +385                                                     |
| رمز الإنترنت                                              | .ve                                      | .hr                                                      |
| المنطقة الزمنية                                           | 00                                       | توقيت وسط أوروبا، ت ع م+01:00، ت ع م+02:00، أوروبا/زغرب ‏ |

## منظمات دولية مشتركة
يشترك البلدان في عضوية مجموعة من المنظمات الدولية، منها:
| علم المنظمة | اسم المنظمة                        | تاريخ انضمام فنزويلا | تاريخ انضمام كرواتيا |
| ----------- | ---------------------------------- | -------------------- | -------------------- |
|             | يونسكو                             | 25 نوفمبر 1946       | 1 يونيو 1992         |
|             | وكالة ضمان الاستثمار متعدد الأطراف | 9 مايو 1994          | 19 مارس 1993         |
|             | الأمم المتحدة                      | 15 نوفمبر 1945       | 22 مايو 1992         |
|             | الاتحاد البريدي العالمي            | ?                    | ?                    |
|             | البنك الدولي للإنشاء والتعمير      | 30 ديسمبر 1946       | 25 فبراير 1993       |
|             | المنظمة الهيدروغرافية الدولية      | ?                    | ?                    |
|             | الاتحاد الدولي للاتصالات           | 13 أغسطس 1920        | 3 يونيو 1992         |
|             | منظمة حظر الأسلحة الكيميائية       | ?                    | ?                    |
|             | مؤسسة التمويل الدولية              | 28 ديسمبر 1956       | 25 فبراير 1993       |
|             | منظمة التجارة العالمية             | ?                    | ?                    |
|             | منظمة الشرطة الجنائية الدولية      | ?                    | ?                    |

## أعلام
هذه قائمة لبعض الشخصيات التي تربطها علاقات بالبلدين:
- غابرييلا سبانيك (ممثلة فنزويلية، 10 ديسمبر 1973 – )

## وصلات خارجية
- موقع وزارة الخارجية الفنزويلية
- موقع وزارة الخارجية الكرواتية